# Ty Smith
Ty Smith (* 24. März 2000 in Lloydminster, Alberta) ist ein kanadischer Eishockeyspieler, der seit März 2024 bei den Carolina Hurricanes aus der National Hockey League unter Vertrag steht und parallel für deren Farmteam, die Chicago Wolves, in der American Hockey League zum Einsatz kommt. Zuvor verbrachte der Verteidiger zwei Jahre bei den New Jersey Devils, die ihn im NHL Entry Draft 2018 an 17. Position ausgewählt hatten, sowie etwa eineinhalb Jahre bei den Pittsburgh Penguins.

## Karriere
Ty Smith wurde in Lloydminster geboren und spielte dort in seiner Jugend unter anderem für die Lloydminster Heat sowie die Lloydminster Bobcats. Zwischenzeitlich verbrachte er zudem eine Saison bei der Delta Hockey Academy in Delta, British Columbia. Im Jahre 2015 wurde er im Bantam Draft der Western Hockey League (WHL) an erster Position von den Spokane Chiefs ausgewählt, für die er ab der Spielzeit 2016/17 regelmäßig in der WHL auflief, der ranghöchsten Juniorenliga seiner Heimatprovinz. Zur Saison 2017/18 steigerte der Kanadier seine persönliche Statistik deutlich, so erreichte er mit 73 Scorerpunkten aus 69 Partien erstmals einen Punkteschnitt von über 1,0 pro Spiel. Demzufolge wählte man ihn ins First All-Star Team der Western Conference der WHL und zeichnete ihn für gute schulische Leistungen mit der Daryl K. (Doc) Seaman Trophy aus. Nachdem er im Verlauf des Jahres am CHL Top Prospects Game teilgenommen hatte, berücksichtigten ihn im folgenden NHL Entry Draft 2018 die New Jersey Devils an 17. Position. Dort unterzeichnete er im August 2018 einen Einstiegsvertrag. Vorerst kehrte Smith jedoch für zwei weitere Saisons zu den Chiefs zurück, in denen er seine bisherigen Offensivleistungen bestätigen konnte, so führte er alle Abwehrspieler der Liga in der Spielzeit 2018/19 mit 62 Torvorlagen an. Zweimal in Folge zeichnete man ihn mit der Bill Hunter Memorial Trophy als besten Verteidiger der WHL aus, während er diese Auszeichnung im Jahre 2019 als CHL Defenceman of the Year auch von der übergeordneten Canadian Hockey League (CHL) erhielt. Darüber hinaus wählte man ihn zum zweiten und dritten Mal ins WHL West First All-Star Team.
Im Rahmen der Vorbereitung auf die Saison 2020/21 erspielte sich Smith einen Platz im Aufgebot der New Jersey Devils und debütierte somit im Januar 2021 in der National Hockey League (NHL). Seine NHL-Karriere begann er mit sechs Scorerpunkten in den ersten fünf Partien. Letztlich beendete er seine erste NHL-Saison mit 23 Punkten aus 48 Partien, sodass man ihn im NHL All-Rookie Team berücksichtigte. Bereits im Juli 2022 allerdings gaben ihn die Devils samt einem Drittrunden-Wahlrecht im NHL Entry Draft 2023 an die Pittsburgh Penguins ab und erhielten im Gegenzug John Marino.
In Pittsburgh wiederum war Smith nur bis März 2024 aktiv, als er samt Jake Guentzel an die Carolina Hurricanes abgegeben wurde. Im Gegenzug wechselten Michael Bunting, Ville Koivunen, Cruz Lucius, Wassili Ponomarjow sowie ein jeweils konditionales Erstrunden- und Fünftrunden-Wahlrecht für den NHL Entry Draft 2024 nach Pittsburgh. Aus dem Erstrunden-Wahlrecht wird eines für die zweite Runde, falls Carolina nicht das Stanley-Cup-Finale der anstehenden Playoffs erreicht, während das Fünftrunden-Wahlrecht nur fällig wird, falls Carolina den Stanley Cup gewinnt.

### International
Smith vertrat sein Heimatland im Juniorenbereich bei einer Reihe von internationalen Turnieren. Erste Erfahrungen sammelte er bei den Olympischen Jugend-Winterspielen 2016, bei denen er mit dem Team ebenso die Silbermedaille gewann wie bei der World U-17 Hockey Challenge 2016, bei der er auch ins All-Star-Team gewählt wurde. Auf U18-Niveau erreichte er mit der kanadischen Auswahl zwei fünfte Plätze bei den U18-Weltmeisterschaften 2017 und 2018 sowie eine Goldmedaille beim Ivan Hlinka Memorial Tournament 2017. Für die U20-Nationalmannschaft der „Ahornblätter“ debütierte der Abwehrspieler schließlich bei der U20-Weltmeisterschaft 2019, ehe er mit ihr im Folgejahr den Weltmeistertitel errang.

## Erfolge und Auszeichnungen
| - 2018 Teilnahme am CHL Top Prospects Game - 2018 WHL West First All-Star Team - 2018 Daryl K. (Doc) Seaman Trophy - 2019 Bill Hunter Memorial Trophy - 2019 WHL West First All-Star Team | - 2019 CHL Defenceman of the Year - 2020 Bill Hunter Memorial Trophy - 2020 WHL West First All-Star Team - 2021 NHL All-Rookie Team - 2023 Spengler Cup All-Star-Team |

### International
| - 2016 Silbermedaille bei den Olympischen Jugend-Winterspielen - 2016 Silbermedaille bei der World U-17 Hockey Challenge - 2016 All-Star-Team der World U-17 Hockey Challenge | - 2017 Goldmedaille beim Ivan Hlinka Memorial Tournament - 2020 Goldmedaille bei der U20-Weltmeisterschaft |

## Karrierestatistik
Stand: Ende der Saison 2024/25

### International
Vertrat Kanada bei:
| - Olympischen Jugend-Winterspielen 2016 - World U-17 Hockey Challenge 2016 - U18-Weltmeisterschaft 2017 - Ivan Hlinka Memorial Tournament 2017 | - U18-Weltmeisterschaft 2018 - U20-Weltmeisterschaft 2019 - U20-Weltmeisterschaft 2020 |

(Legende zur Spielerstatistik: Sp oder GP = absolvierte Spiele; T oder G = erzielte Tore; V oder A = erzielte Assists; Pkt oder Pts = erzielte Scorerpunkte; SM oder PIM = erhaltene Strafminuten; +/− = Plus/Minus-Bilanz; PP = erzielte Überzahltore; SH = erzielte Unterzahltore; GW = erzielte Siegtore; 1 Play-downs/Relegation; Kursiv: Statistik nicht vollständig)